# Course de taureaux à Nîmes
Course de taureaux à Nîmes è un cortometraggio muto del 1906 diretto da Alice Guy e Louis Feuillade.

## Produzione
Il film fu prodotto dalla Société des Etablissements L. Gaumont e venne girato nella città di Nîmes.

## Distribuzione
Distribuito in sala  dalla Société des Etablissements L. Gaumont.